# Gohier
Pour l’article homonyme, voir Gohier (homonymie).
Gohier est une ancienne commune de Maine-et-Loire, rattachée le 1er mars 1974 à la ville de Blaison-Gohier (fusion-association), avec celle de Blaison.